# Liste der Bodendenkmäler in Baesweiler
Die Liste der Bodendenkmäler in Baesweiler enthält die denkmalgeschützten unterirdischen baulichen Anlagen, Reste oberirdischer baulicher Anlagen, Zeugnisse tierischen und pflanzlichen Lebens und paläontologischen Reste auf dem Gebiet der Stadt Baesweiler in der Städteregion Aachen in Nordrhein-Westfalen (Stand: 21. August 2020). Diese Bodendenkmäler sind in Teil B der Denkmalliste der Stadt Baesweiler eingetragen; Grundlage für die Aufnahme ist das Denkmalschutzgesetz Nordrhein-Westfalen (DSchG NRW).
| Bild | Bezeichnung                     | Lage                                      | Beschreibung | Bauzeit | Eingetragen seit | Denkmal- nummer |
| ---- | ------------------------------- | ----------------------------------------- | --- | ------- | ---------------- | --------------- |
|      | Brunnenschacht                  | Setterich Hauptstraße                     | |         | 20.09.1995       | 1               |
| BW   | Erdwerk „Op de Burg“            | Puffendorf Hofstraße Karte                | Am nordöstlichen Ortsrand von Puffendorf befindet sich das Bodendenkmal „Op de Burg“. Hierbei handelt es sich um eine ehemalige mittelalterliche Befestigung. |         | 24.11.1998       | 2               |
| BW   | Kirche St. Pankratius, Friedhof | Beggendorf Werner-Reinharz-Straße 8 Karte | |         | 09.02.2001       | 3               |
|      | Römerstraße, Bereich 1          | Baesweiler                                | |         | 13.08.2007       | 4,1–4,18        |
|      | Römerstraße, Bereich 2          | Baesweiler                                | |         | 13.08.2007       | 4,2.1–4,2.10    |
|      | Römerstraße, Bereich 3          | Setterich                                 | |         | 13.08.2007       | 4,3.1–4,3.18    |
|      | Römerstraße, Bereich 4          | Setterich                                 | |         | 13.08.2007       | 4,4.1–4,4.8     |